# Cristina Bautista Taquinás
Cristina Bautista Taquinás fou una treballadora social i neehwe’sx («autoritat tradicional») del poble nasa a Colòmbia, assassinada a l'edat de 42 anys. Fou una de les principals defensores de la implementació dels acords de pau entre el govern de Juan Manuel Santos i les FARC-EP de 2016, en especial del punt 4 que establia polítiques públiques per a la substitució voluntària per part de les agricultores dels cultius de coca i marihuana que alimenten el narcotràfic i la guerra.

## Biografia
Bautista formava part de la Guàrdia Indígena, un cos autònom de defensa i autoprotecció dels territoris indígenes de la intrusió dels grups armats. Bautista acabava d'obtenir l'acreditació oficial per a la seva organització l'abril de 2019 del Fòrum Permanent per les Qüestions Indígenes de l'ONU durant una visita a l'Oficina de l'Alt Comissionat per als Drets Humans quan fou assassinada.

### Mort
Cristina Bautista va ser tirotejada amb quatre persones més que van perdre la vida i nou ferides, en una emboscada per un grup de dissident de les FARC al Resguard Indígena de Tacueyó, al nord del departament del Cauca, quan tornava d'una reunió sobre justícia especial indígena a la capital, Popayán. L'ambulància que es va endur algunes de les ferides també va ser tirotejada.
La mort va ser anunciada per l'Associació d'Assemblees Indígenes de Toribío. L'exèrcit, que hi tenia tropes desplegades, afegí en un comunicat que els atacants pretenien alliberar «tres individus» que la Guàrdia Indígena havia arrestat mentre rondaven a la reserva. La ministra de l'Interior, Nancy Patricia Gutiérrez, va rebutjar a Twitter les «accions i amenaces violentes contra la població indígena» a Toribio.